# Джена (Луизиана)
Джена (англ. Jena) — небольшой город в центральной части штата Луизиана на юге США. Посёлок получил печальную известность как место межрасовых стычек между белыми и неграми уже в 2006—2007 годах. 20 сентября 2007 года здесь прошли массовые акции протеста афроамериканцев против дискриминации.

## История
Посёлок возник в 1906 в округе Ласаль в Луизиане и был заселён преимущественно белыми иммигрантами с востока США.

## Население
Население и особенно расовый состав Джены несколько необычен по меркам Луизианы и США в целом, так как здесь 85,6 % составляют белые, чёрных всего 12 %, Так, из 2.971 жителей (по данным переписи 2000):
- Белые составляют 85,6 % = 2.543 (в Луизиане в целом 63 %, по США в целом — 67 %)
- Афроамериканцы — 12,0 % = 356 человек (в Луизиане в целом 32 %)
- прочие — 2,4 %

## Расовое противостояние и расовые столкновения
Подобный расовый состав превратил Джену в настоящую пороховую бочку. Движение за права чернокожих в США в основном завершилось к 1970-м годам. Особенно ощутимы его последствия были в городах и районах со значительной долей негров, где стареющее и сокращающееся белое население уже не могло диктовать свои порядки. Последствия наиболее ярко проявлялись на юге США, где традиционно проживало большинство негров — бывших рабов.
В Джене доля белых была необычайно высока, что позволило сохраниться расизму довольно долго. Первые всплески скрытого расизма, повсеместно сохраняющегося в США, стали здесь явными в 2006 году, когда местные старшеклассники-негры взбунтовались против попыток белых запретить им находиться под «белым» деревом, а для большего устрашения с ветвей ими были повешены петли, символизирующие линчевание негров.
В ответ завязались драки с обеих сторон и чёрных учеников хотели осудить на пожизненное заключение, обвинив в убийстве. В ответ со всех концов страны стали раздаваться голоса против расизма, а 20 сентября 2007 года состоялся многотысячный митинг в поддержку 6 школьников из Джены, два из которых по-прежнему находятся в тюрьме.